# لاري ر. جونسون
لاري ر. جونسون (بالإنجليزية: Larry R. Johnson)‏ هو عالم أرصاد وضابط أمريكي، ولد في 1944، وتوفي في 1998.